# Fonsorbes
Fonsorbes – miejscowość i gmina we Francji, w regionie Oksytania, w departamencie Górna Garonna.
Według danych na rok 1990 gminę zamieszkiwały 4 252 osoby, a gęstość zaludnienia wynosiła 223 osób/km² (wśród 3020 gmin regionu Midi-Pyrénées Fonsorbes plasuje się na 72. miejscu pod względem liczby ludności, natomiast pod względem powierzchni na miejscu 589.).